# Fred Cofield
Frederick Cofield, detto Fred (Ypsilanti, 4 gennaio 1962), è un ex cestista statunitense, professionista nella NBA, in Spagna, Australia e Venezuela.

## Carriera
È stato selezionato dai New York Knicks al quarto giro del Draft NBA 1985 (73ª scelta assoluta).

## Palmarès
- All-CBA Second Team (1988)
- Miglior tiratore di liberi CBA (1990)
- Campione WBL (1990)
- All-WBL Team (1990)